# Rachel Joyce
Rachel Joyce, född 1962 i London, Storbritannien, är en brittisk författare, dramatiker och skådespelare som debuterade som romanförfattare 2012 med debutromanen Harold Fry och hans osannolika pilgrimsfärd är hennes debut, och som dessförinnan skrivit radiopjäser och TV-manus åt BBC. Hennes radiopjäser förärades 2007 med Tinniswood Award.
Hon har flera gånger skådespelat vid Royal National Theatre, The Royal Court och Cheek by Jowl. Hon har bland annat tilldelats priset Time Out Best Actress. 2012 nominerades hennes debutroman till Man Booker Prize for Fiction 2012, och hon utsågs till årets nykomling vid National Book Awards 2012.